# Оценщик
Оце́нщик — специалист-эксперт, который имеет право проводить оценку и подписывать отчет об оценке недвижимости, транспортных средств, оборудования, предприятий, прав требования, работ и пр.
Субъектами оценочной деятельности признаются физические лица, являющиеся членами одной из саморегулируемых организаций оценщиков и застраховавшие свою ответственность в соответствии с требованиями настоящего Федерального закона (далее — оценщики).
Оценщик может осуществлять оценочную деятельность самостоятельно, занимаясь частной практикой, а также на основании трудового договора между оценщиком и юридическим лицом, которое соответствует условиям, установленным статьей 15.1 135 Федерального закона «Об оценочной деятельности».
К объектам оценки относятся:
- отдельные материальные объекты (вещи);
- совокупность вещей, составляющих имущество лица, в том числе имущество определённого вида (движимое или недвижимое, в том числе предприятия);
- право собственности и иные вещные права на имущество или отдельные вещи из состава имущества;
- права требования, обязательства (долги);
- работы, услуги, информация;
- иные объекты гражданских прав, в отношении которых законодательством Российской Федерации установлена возможность их участия в гражданском обороте.

Деятельность оценщиков в Российской Федерации регламентируется Федеральным законом от 29.07.1998 № 135-ФЗ «Об оценочной деятельности в Российской Федерации» Федеральным законом Российской Федерации "О внесении изменений в Федеральный закон «Об оценочной деятельности в Российской Федерации» от 29.07.2006 года № 157-ФЗ.
Оценщик в Российской Федерации должен состоять в одной из Саморегулируемых организаций оценщиков. Ответственность оценщика обязательно должна быть застрахована.
С 01.04.2018 года Оценщик обязан иметь квалификационный аттестат для ведения оценочной деятельности хотя бы по одному из направлений: оценка движимого имущества, оценка недвижимости, оценка бизнеса.

## Стандарты оценки
В Российской Федерации разработаны стандарты оценки:
- Федеральный стандарт оценки «Общие понятия оценки, подходы и требования к проведению оценки» (ФСО № 1), утвержденный приказом Минэкономразвития № 297 от 20.05.2015 года[4];
- Федеральный стандарт оценки «Цель оценки и виды стоимости» (ФСО № 2), утвержденный приказом Минэкономразвития № 298 от 20.05.2015 года[5];
- Федеральный стандарт оценки «Требования к отчету об оценке» (ФСО № 3), утвержденный приказом Минэкономразвития № 299 от 20.05.2015 года[6];
- Федеральный стандарт оценки «Оценка недвижимости» (ФСО № 7);
- Федеральный стандарт оценки «Оценка бизнеса» (ФСО № 8), утвержденный приказом Минэкономразвития № 326 от 01.06.2015 года[7];
- Федеральный стандарт оценки «Оценка для целей залога» (ФСО № 9), утвержденный приказом Минэкономразвития № 327 от 01.06.2015 года[7];
- Федеральный стандарт оценки «Оценка стоимости машин и оборудования» (ФСО № 10), утвержденный приказом Минэкономразвития № 328 от 01.06.2015 года[8];
- Федеральный стандарт оценки «Оценка нематериальных активов и интеллектуальной собственности» (ФСО № 11), утвержденный приказом Минэкономразвития № 385 от 22.06.2015 года[9];
- Федеральный стандарт оценки «Определение ликвидационной стоимости» (ФСО № 12), утвержденный приказом Минэкономразвития № 721 от 30.11.2016 года[10];
- Федеральный стандарт оценки «Определение инвестиционной стоимости» (ФСО № 13), утвержденный приказом Минэкономразвития № 722 от 30.11.2016 года[11].